# Бишань (КНР)
Биша́нь (кит. упр. 璧山, пиньинь Bìshān) — район города центрального подчинения Чунцин (КНР).

## Административное деление
Бишань делится на 2 уличных комитета, 10 посёлков и 1 волость:

### Уличные комитеты
- Бичэн (璧城)
- Цинган (青杠)

### Посёлки
- Батан (八塘)
- Гуанпу (广普)
- Далу (大路)
- Дасин (大兴)
- Динцзя (丁家)
- Луфу (福禄)
- Саньхэ (三合)
- Хэбянь (河边)
- Цитан (七塘)
- Чжэнсин (正兴)

### Волость
- Цзяньлун (健龙)

## История
Бишань имеет историю в более чем 2000 лет.
В 316 году до н. э. на этом месте появился Цзянчжоу.В 757 году уезд Бишань вошел в Юйчжоу. В 1102 году Бишань находился в составе Гунчжоу, появившейся на месте Юйчжоу. В 1189 году Гунчжоу был преобразован в Чунцинфу, в который по-прежнему входил Бишань. В 1259 году Бишань был расширен в уезд Ба. Обратно границы уезда были восстановлены в 1483 году. В 1662 году Бишань снова расширили до уезда Юнчуань. Вновь границы уезда вернули к 1729 году.
С 1997 года Бишань находится в составе города Чунцин.
2 мая 2014 года в соответствии с постановлением Госсовета КНР уезд Бишань был преобразован в район городского подчинения.